# Lamba Doria
Pour les articles homonymes, voir Lamba et Famille Doria.
Lamba Doria (né en 1245 à Gênes – mort en 1323) était un amiral génois de la fin du XIIIe et du début du XIVe siècle, appartenant à l'illustre famille des Doria, qui s'illustra dans la guerre opposant Gênes à Venise.

## Biographie
Frère du capitaine du peuple Oberto Doria, Lamba Doria commandait la flotte génoise le 8 septembre 1298, lorsque celle-ci défit les Vénitiens, lors de la bataille de Curzola, dans les mers du sud de la Dalmatie, (maintenant en Croatie), plus précisément, dans le détroit entre l'île Curzola (de nos jours, Korčula) et la péninsule de Sabbioncello (aujourd'hui, Pelješac). La flotte vénitienne, commandée par l'amiral Andrea Dandolo, fils du doge Giovanni Dandolo, fut mise en déroute et Lamba Doria parvint à imposer la paix.
Chateaubriand écrit : "Lamba Doria, amiral des Génois, ayant battu la flotte des Vénitiens, apprend que son fils a été tué : Qu'on le jette à la mer, dit ce père, à la façon des Romains, comme s'il eût dit : Qu'on le jette à sa victoire." (Mémoires d'outre-tombe, Liv. X, ch. 3).

## Sources
- Marie-Nicolas Bouillet  et Alexis Chassang (dir.), « Lamba Doria » dans Dictionnaire universel d’histoire et de géographie, 1878 (lire sur Wikisource)